# Homotoma gressitti
Homotoma gressitti är en insektsart som beskrevs av Miyatake 1974. Homotoma gressitti ingår i släktet Homotoma och familjen Homotomidae.
Artens utbredningsområde är Papua Nya Guinea. Inga underarter finns listade i Catalogue of Life.